# Nawojowa Góra

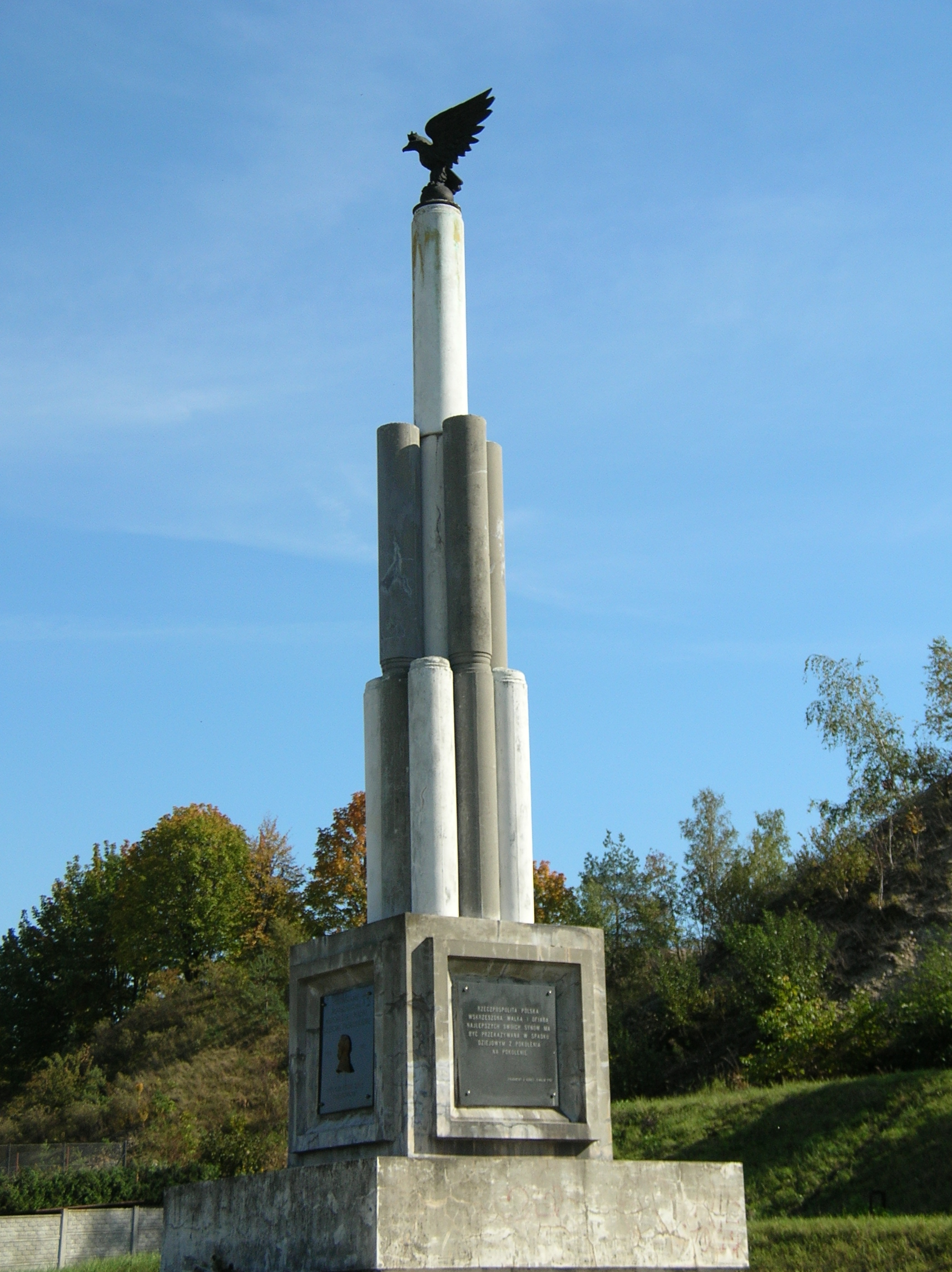
Pomnik ku czci I Brygady z 1991

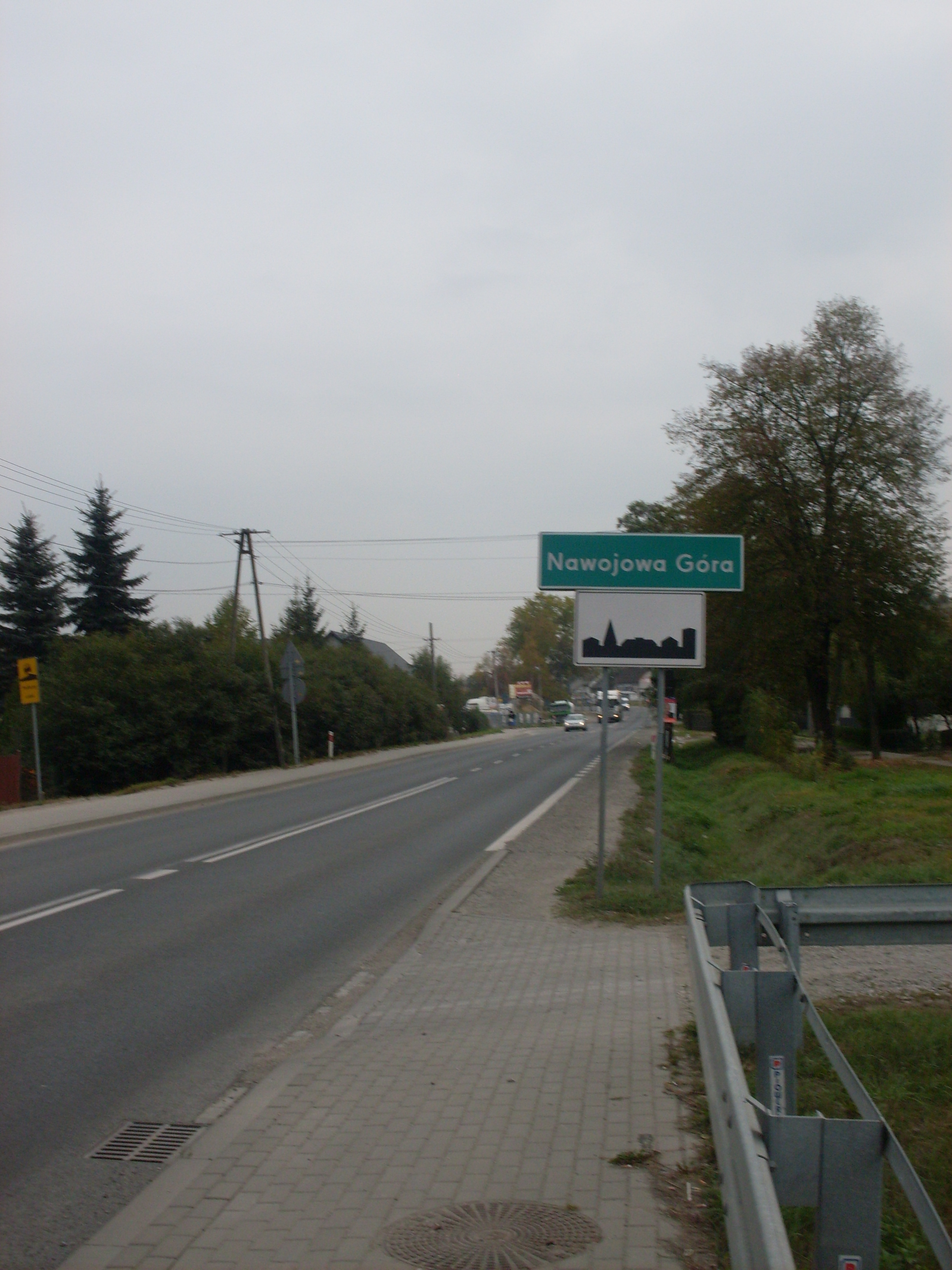
Wjazd od strony Krzeszowic

Nawojowa Góra – wieś w Polsce, położona w województwie małopolskim, w powiecie krakowskim, w gminie Krzeszowice.

## Położenie
Południowa i centralna część wsi znajduje się na Garbie Tenczyńskim, a północna położona jest w Rowie Krzeszowickim. Wschodnia część wsi opada do Doliny Borowca, granicząc z gminą Zabierzów z miejscowościami Młynka oraz południowo-zachodnim krańcem Rudawą i Pisarami. Północną granicę miejscowości wytycza rzeka Krzeszówka. Od południa i południowego zachodu graniczy z Lasem Zwierzynieckim, w którym znajduje się Góra Czerwieniec, gdzie jest geologiczne stanowisko dokumentacyjne na terenie dawnego kamieniołomu piaskowca oraz Porąbka.

## Integralne części wsi
| SIMC    | Nazwa      | Rodzaj    |
| ------- | ---------- | --------- |
| 0324292 | Bierzysko  | część wsi |
| 0324317 | Podlas     | część wsi |
| 0324330 | Stawki     | część wsi |
| 0324346 | Zastudnie  | część wsi |
| 0324352 | Zimna Woda | część wsi |

## Infrastruktura
We wsi znajdują się: szkoła podstawowa (ul. Szkolna), kościół rzymskokatolicki pod wezwaniem Podwyższenia Krzyża Świętego (ul. Nawoja), cmentarz komunalny (ul. Winnica) na Winnicy, biblioteka (ul. Nawoja), boisko LKS Górzanka (ul. Sportowa) (na 150 miejsc, założonego w 1952 r. klubu piłkarskiego), remiza OSP (ul. Nawoja), nieczynny kamieniołom wapieni jurajskich (ul. Nawoja), huta szkła oraz otwarty w 2007 r. zakład produkcyjny przełączników optycznych (światłowodowych) (ul. Krakowska). Stoi tu także pomnik ku czci I Brygady Legionów Piłsudskiego, która stąd wyruszała 6 sierpnia 1914 r. na front (skrzyżowanie ul. Krakowskiej z ul. Nawoja).
Przez północną część wsi przebiega droga krajowa 79 (Katowice – Trzebinia – Kraków – Sandomierz – Warszawa) (ul. Krakowska) oraz również w północnej (dolnej części wsi) linia kolejowa 133 Kraków – Katowice.

## Historia
W 1595 roku wieś położona w powiecie proszowskim województwa krakowskiego była własnością wojewodziców krakowskich: Gabriela, Andrzeja i Jana Magnusa Tęczyńskich. Wieś wraz z folwarkiem wchodziła w 1662 roku w skład hrabstwa tęczyńskiego Łukasza Opalińskiego.
Dawna prochownia na przeł. XVIII i XIX w. uległa zniszczeniu na skutek wybuchu. W latach 1815–1846 wieś położona była na terenie Wolnego Miasta Krakowa, potem w zaborze austriackim. W czasie II Rzeczypospolitej wieś należała do powiatu chrzanowskiego w województwie krakowskim.
W 1818 r. powstała szkoła w Nawojowej Górze. Inicjatorem i organizatorem tego przedsięwzięcia był ks. Jan Chorąży, ówczesny wikariusz parafii Rudawa. Nauka prowadzona była w pomieszczeniach karczmy w środku wsi. W 1911 r. wybudowano nowy budynek szkolny.
6 sierpnia 1914 r. z Nawojowej Góry wyruszyła I Brygada Legionów Polskich. Miejscowy dwór został odbudowany. W 1916 r. dwór zakupił Napoleon Nikodem Cybulski, który po trzech latach zmarł. W 1924 r. parterowy dwór strawił pożar. Obecny wygląd zawdzięcza przebudowie w 1925 r., którego dokonał ówczesny właściciel Karol Gustaw Domański, inżynier górnik pracujący przy budowie fabryki gazów technicznych w Trzebini. Na jego zlecenie architekt Leon Wilmann zaprojektował gruntowną przebudowę dworu. 11 listopada 1934 r. odsłonięto Pomnik Niepodległości Polski. Od 26 października 1939 do 18 stycznia 1945 r. wieś należała do gminy Kressendorf w Landkreis Krakau, dystryktu krakowskiego w Generalnym Gubernatorstwie. W 1942 r., w czasie II. Wojny światowej okupanci niemieccy zburzyli tutejszy pomnik. W 1952 r. założono klub piłkarski Górzanka. Do 1954 r. wieś należała do ówczesnej gminy Krzeszowice. Jesienią 1954 r. wieś została siedzibą gromady Nawojowa Góra w ówczesnym powiecie chrzanowskim w woj. krakowskim. Od lipca 1960 r. gromadę Nawojowa Góra zniesiono włączając jej (pozostały) obszar do nowo utworzonej gromady Krzeszowice. Od 1 stycznia 1973 r. znajduje się reaktywowanej gminie Krzeszowice. W latach 1975–1998 miejscowość administracyjnie należała do województwa krakowskiego. Krajobraz został zniszczony przez zaniechane w latach 90. XX w. wydobycie wapienia górnojurajskiego. Na terenie wsi piętrzą się ogromne hałdy i nieczynne wyrobiska kamieniołomów.
W 1982 r. kardynał Franciszek Macharski erygował parafię pw. Podwyższenia Krzyża w Nawojowej Górze, która do tej pory należała do parafii w Rudawie. W 1983 r. poświęcił nowy kościół (budowany przez ks. Władysława Kuczaja od 1979 r.).
W 1985 r. powstał w Nawojowej Górze Społeczny Komitet Rozbudowy Szkoły, a w zasadzie budowy całkiem nowego obiektu. Prace zostały zakończone w 1995 r. Szkoła otrzymała imię Marszałka Józefa Piłsudskiego. Z okazji 190 – lecia powszechnej edukacji w Nawojowej Górze z inicjatywy mieszkańców wsi oraz grona pedagogicznego ufundowano tablicę upamiętniającą ks. Jana Chorążego, którą odsłonięto 7 listopada 2009 r. Szkoła wraz z Fundacją im. Brata Alberta jest organizatorką dorocznych konkursów literacko-plastycznych o tematyce Kresów Wschodnich. Dyrektorem szkoły jest Agnieszka Mitka.
11 listopada 1989 r. odsłonięto pamiątkowy głaz z inskrypcją. Zaprojektował go Marian Konarski. Stał on na wapiennej górce przy drodze krajowej nr 79, nieopodal miejsca, gdzie stał pierwotny Pomnik Niepodległości. Obecnie miejsce to zostało zniwelowane, a głaz został usunięty. 3 maja 1991 r., dzięki fundacji okolicznych zakładów pracy oraz ofiar ludności, została odsłonięta replika pierwszego pomnika. Od 1997 r. miejscowość została pozbawiona części przysiółka: Gwoździec i Zimnej Wody które przyłączono do miasta Krzeszowice (237 budynków mieszkalnych).

## Zabytki
Obiekt wpisany do rejestru zabytków nieruchomych województwa małopolskiego.
- Willa Domańskich.

## Inne zabytki
Do ewidencji zabytków architektury i budownictwa są wpisane takie obiekty jak:
- szkoła murowana z 1911 r.,
- zespół dworski Prochownia – dwór murowany z XVIII w. (tzw. Willa Domańskich), przebudowany w 1925 r., domek ogrodnika oraz stajnia z wozownią – murowane w 1925 r., park krajobrazowy z XIX/XX w.,
- 4 kapliczki murowane z XIX i XX w.,
- 4 domy drewniane z XIX i XX w. oraz stodoła drewniana z XIX w.,
- Pomnik Niepodległości Polski.

## Ulice
W Nawojowej Górze w 2005 r. nadano nazwy ulic: Białka, Buczyna, Chrustówka, Cyganka, Dąbrówki, Doły, Gwoździec, Krakowska (droga krajowa nr 79) (huta szkła, pomnik, zakład produkcyjny przełączników optycznych, pałacyk, domy jednorodzinne, były kamieniołom wapienia koło Krzeszówki – głębokim na 8 m, w 2011 r. całkowicie zasypany – z wapiennikiem – wyburzonym w latach 90. XX w. oraz byłym kamieniołomie wapienia k. huty szkła), Krótka, Lipowa, Łęgowa, Łęgowa Boczna, Na Skałkę, Nawoja (kościół rzymskokatolicki, biblioteka, pawilon handlowy, domy jednorodzinne, były kamieniołom wapienia), M. Pałasińskiej, Pisarska, Podlas, Polna, Proc, Prochownia, Skośna, Sportowa (boisko LKS Górzanka, gospodarstwo agroturystyczne), Stawki, Stroma, Szkolna (szkoła podstawowa), Wierzpole, Wierzysko, Widokowa, Winnica (cmentarz komunalny; Winnica), Zagonie, Zastudnie.

## LKS Górzanka
Drużyna została założona w 1954 r. Do sezonu 2006/2007 zawodnicy z Nawojowej Góry występowali w rozgrywkach Chrzanowskiej B-klasy. Przez kilka lat nieobecności drużyny seniorów w rozgrywkach, Nawojową Górę reprezentowali trampkarze, którzy w sezonie 2007/2008 zajęli 5. miejsce, a w sezonie 2008/2009 4. miejsce w rozgrywkach Chrzanowskiej Ligi Trampkarzy Starszych. Po trzech latach przerwy do gry powróciła drużyna seniorów. Występuje ona w rozgrywkach Chrzanowskiej C-klasy. W sezonie 2009/2010 zajęła 5. miejsce. Trenerem zespołu jest Paweł Gawęcki. Prezesem klubu jest Edward Gwizdała.

## Osoby związane z Nawojową Górą
- Józef Piłsudski – pierwszy marszałek Polski, premier Polski, Naczelnik Państwa, wódz naczelny Wojska Polskiego
- Napoleon Nikodem Cybulski – fizjolog, odkrywca adrenaliny, jeden z twórców endokrynologii, a także pionier elektroencefalografii oraz publicysta
- Stanisław Czycz – poeta i prozaik
- Alfons Mazurek – błogosławiony Kościoła katolickiego, karmelita bosy, zamordowany w Nawojowej Górze przez Niemców w 1944 r.

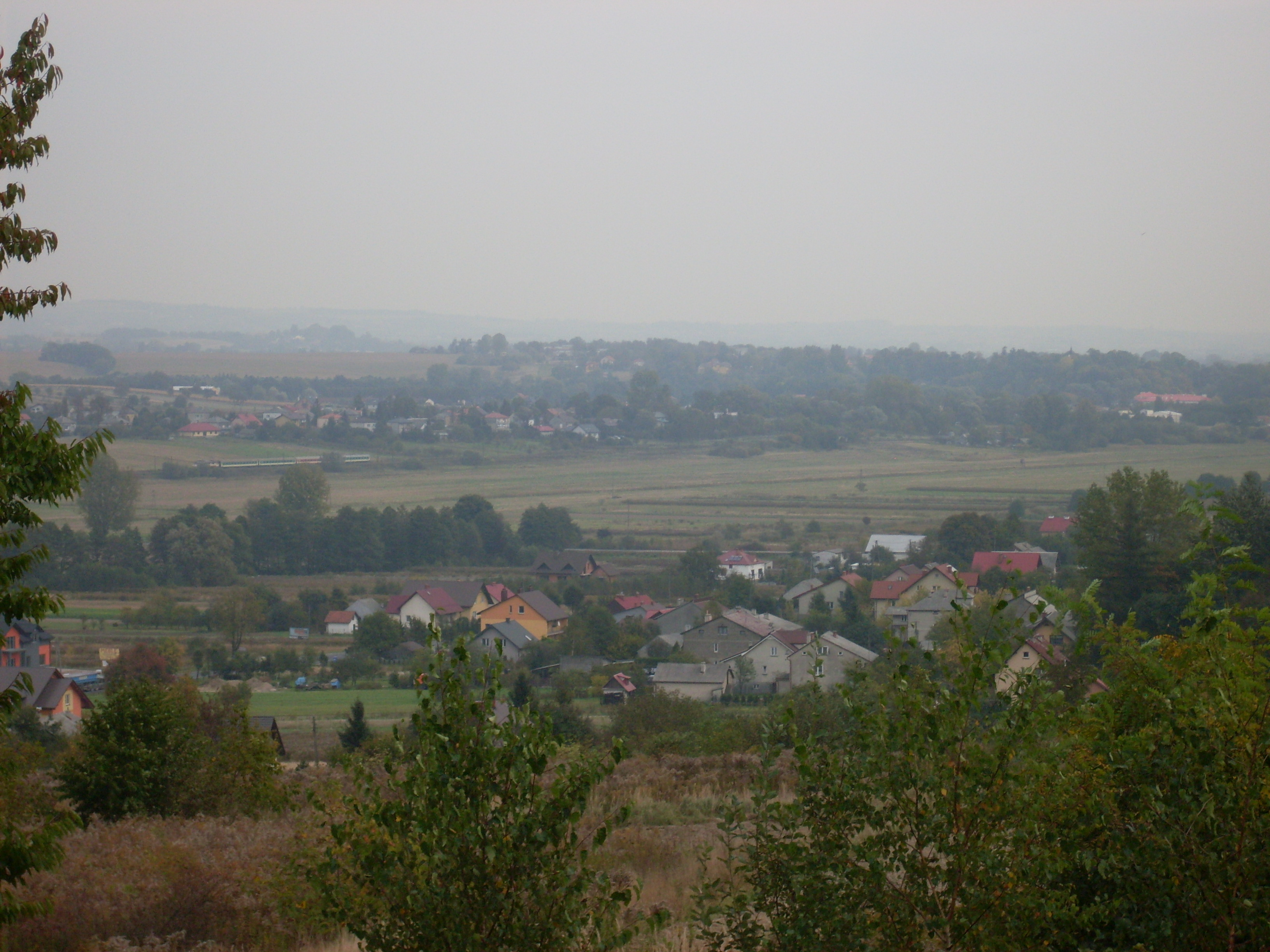
Nawojowa Góra – Małe Drogi
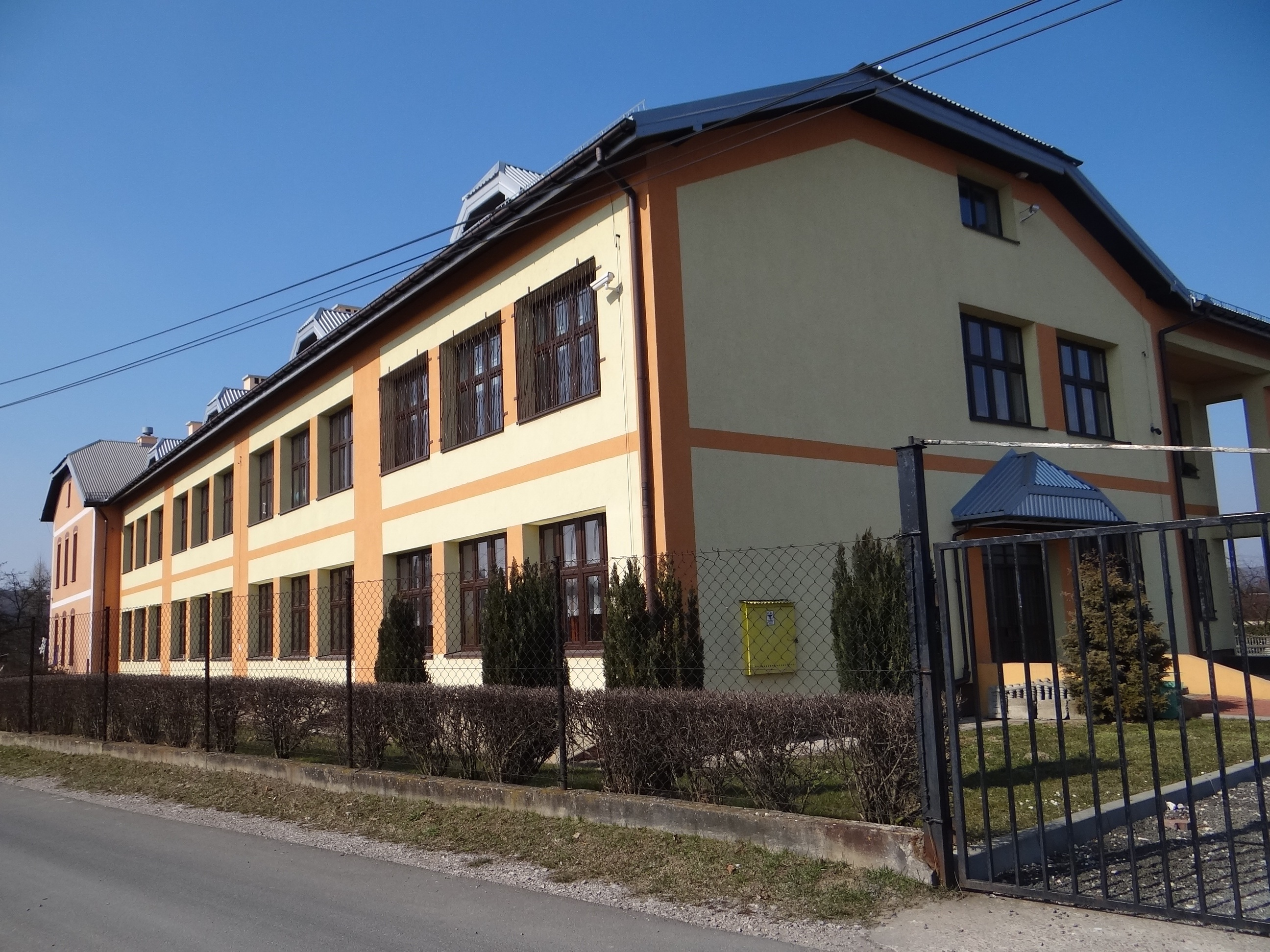
Szkoła
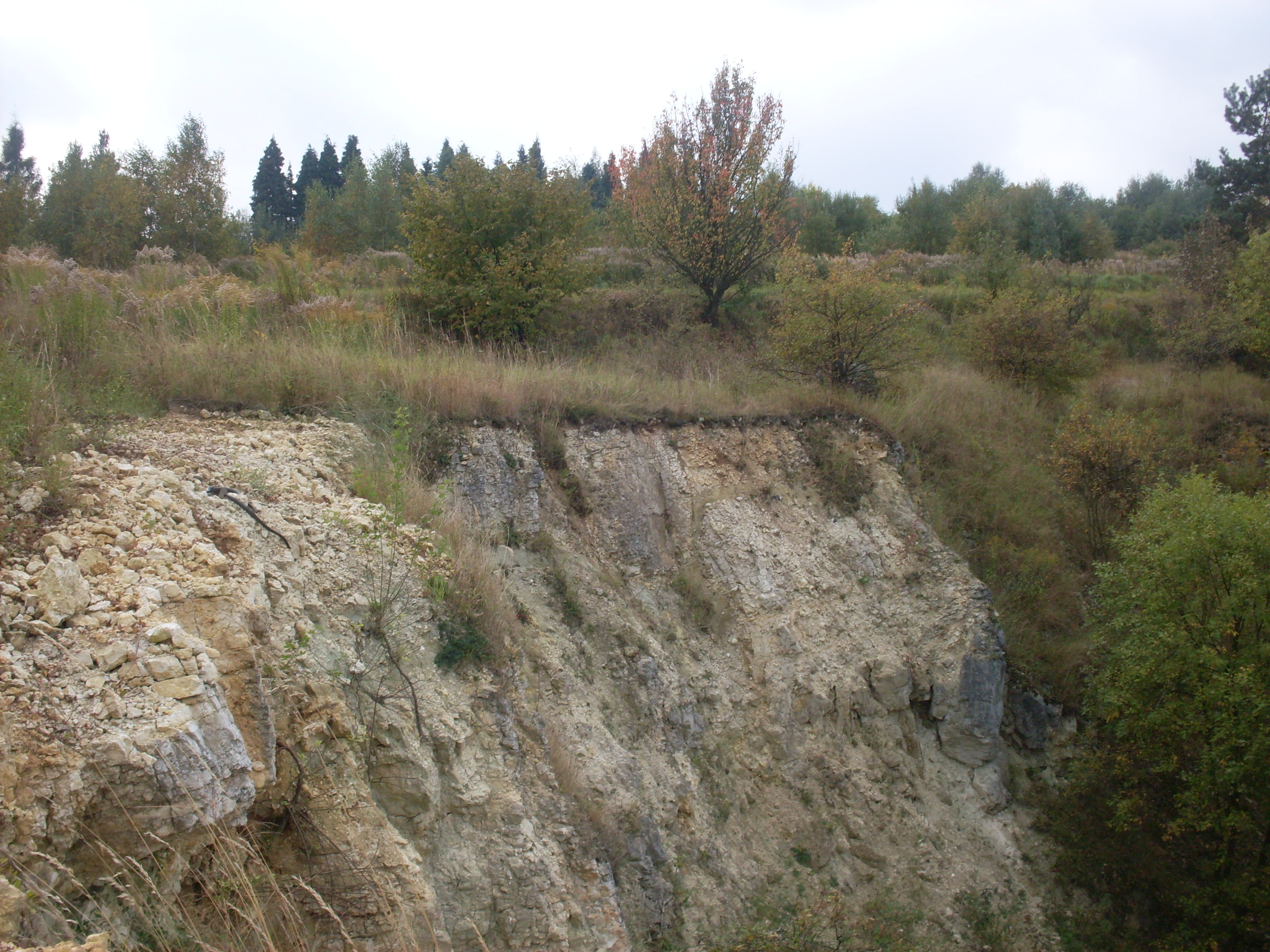
Winnica
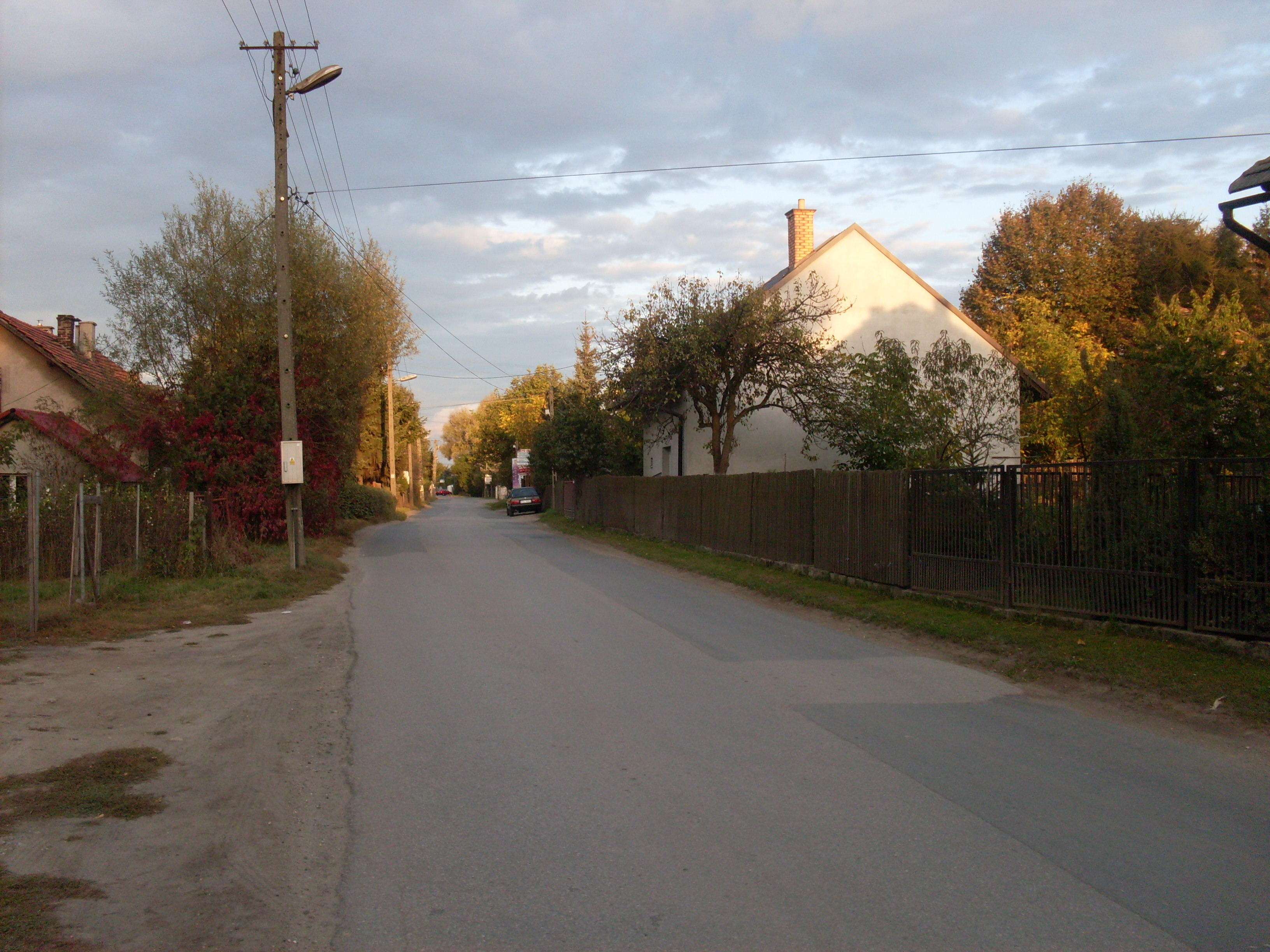
Gwoździec – część Nawojowej Góry
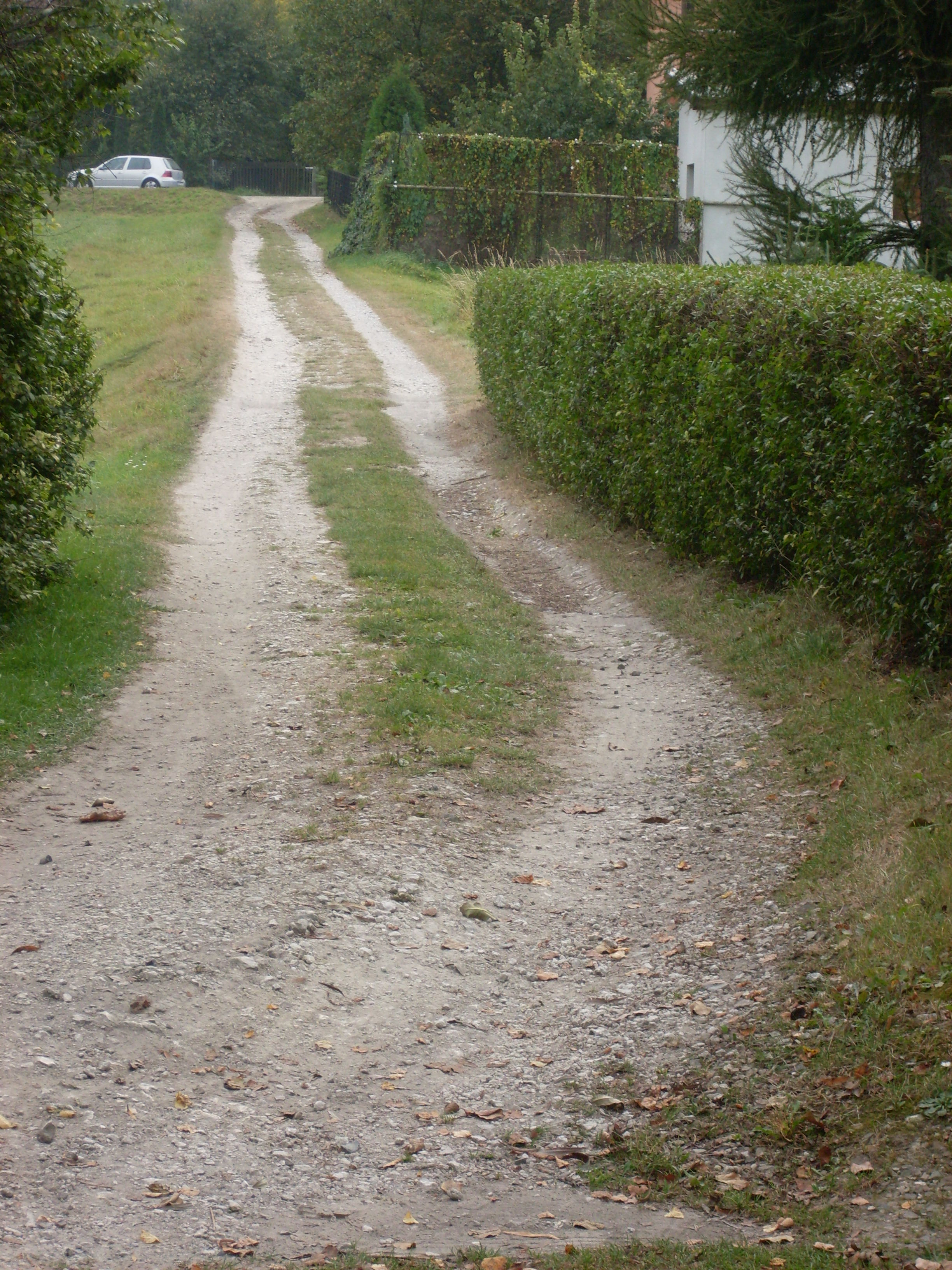
Szlak byłej kolejki
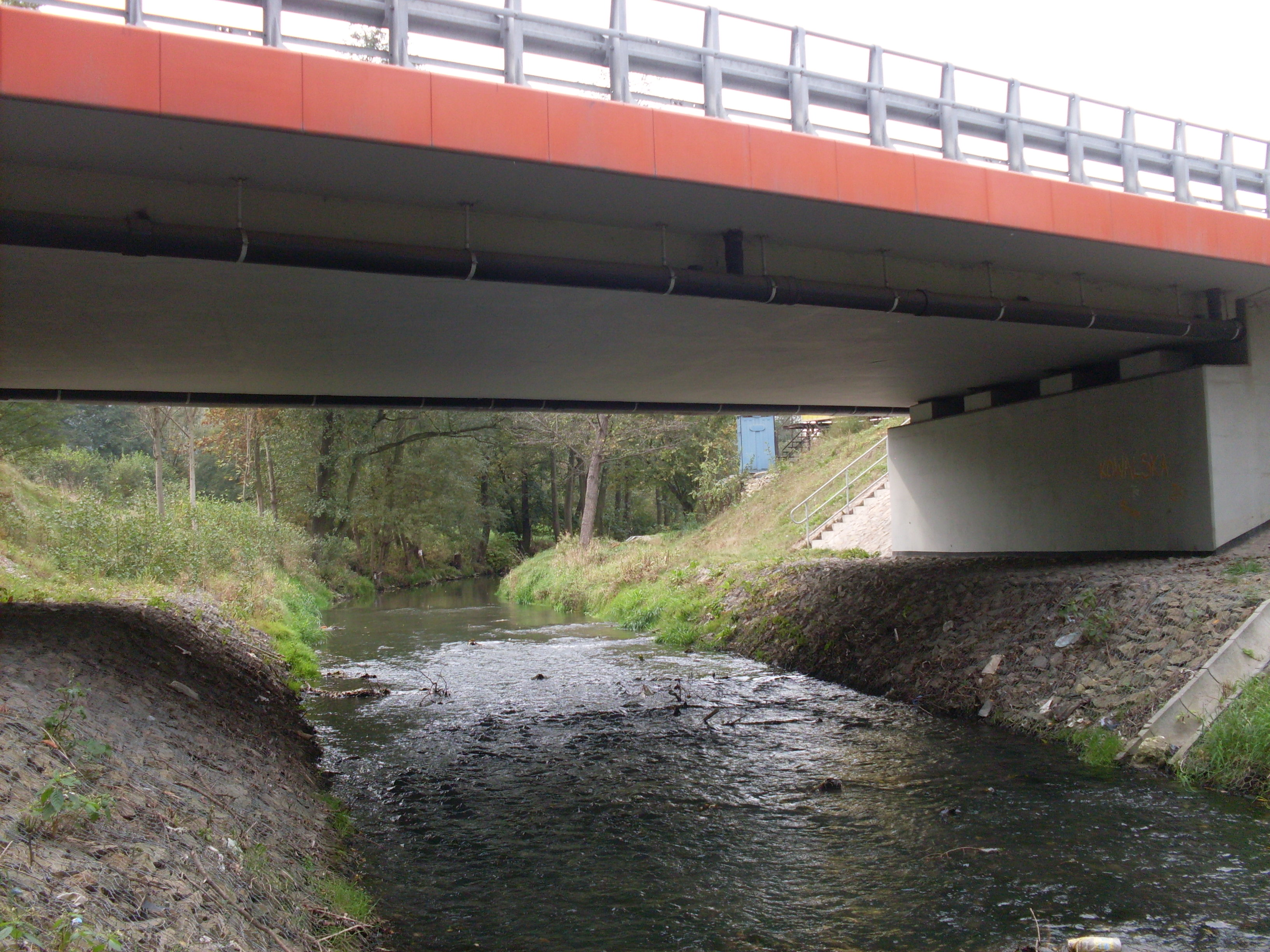
Most na Krzeszówce
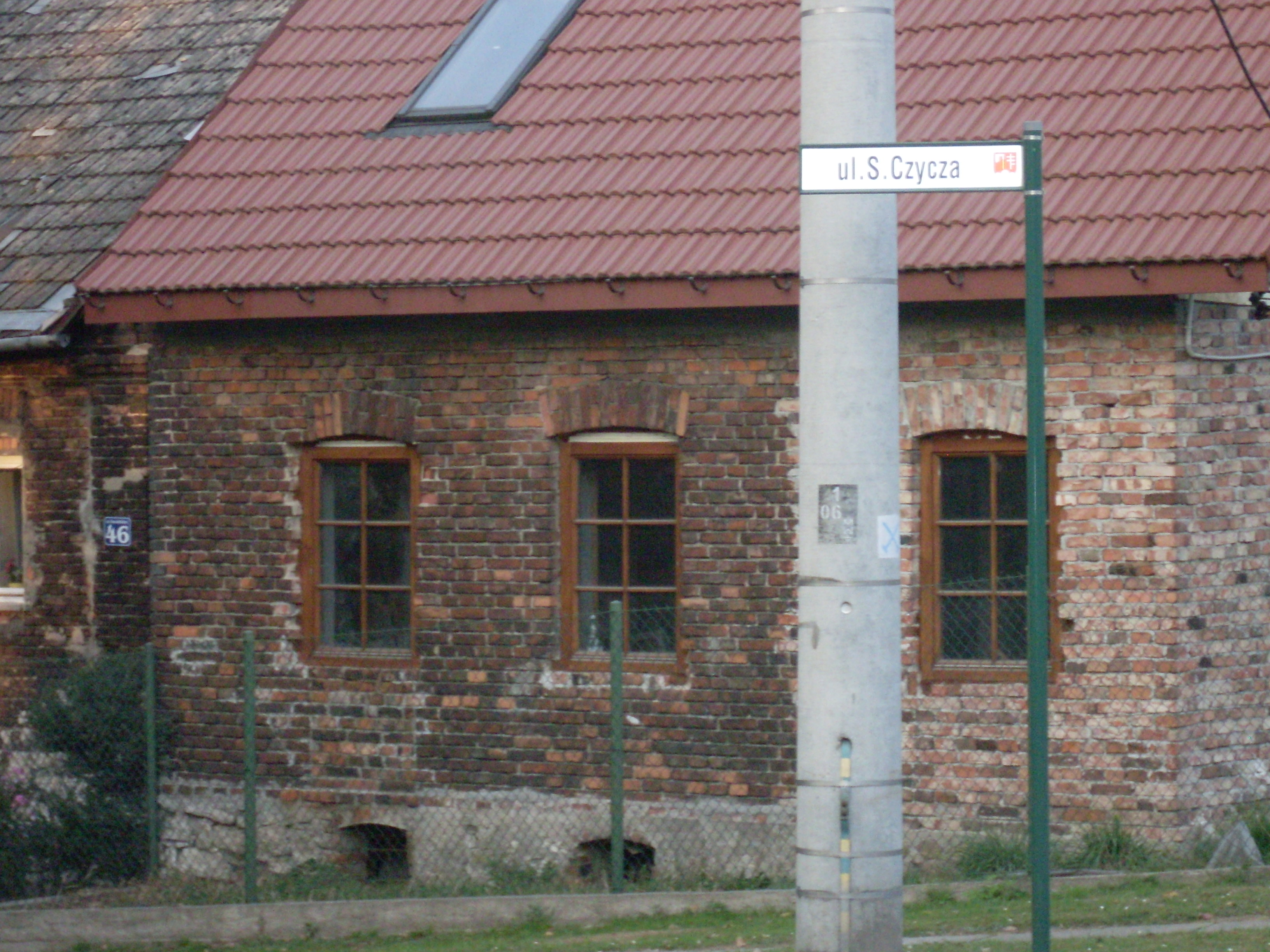
Dom Stanisława Czycza